# Jade

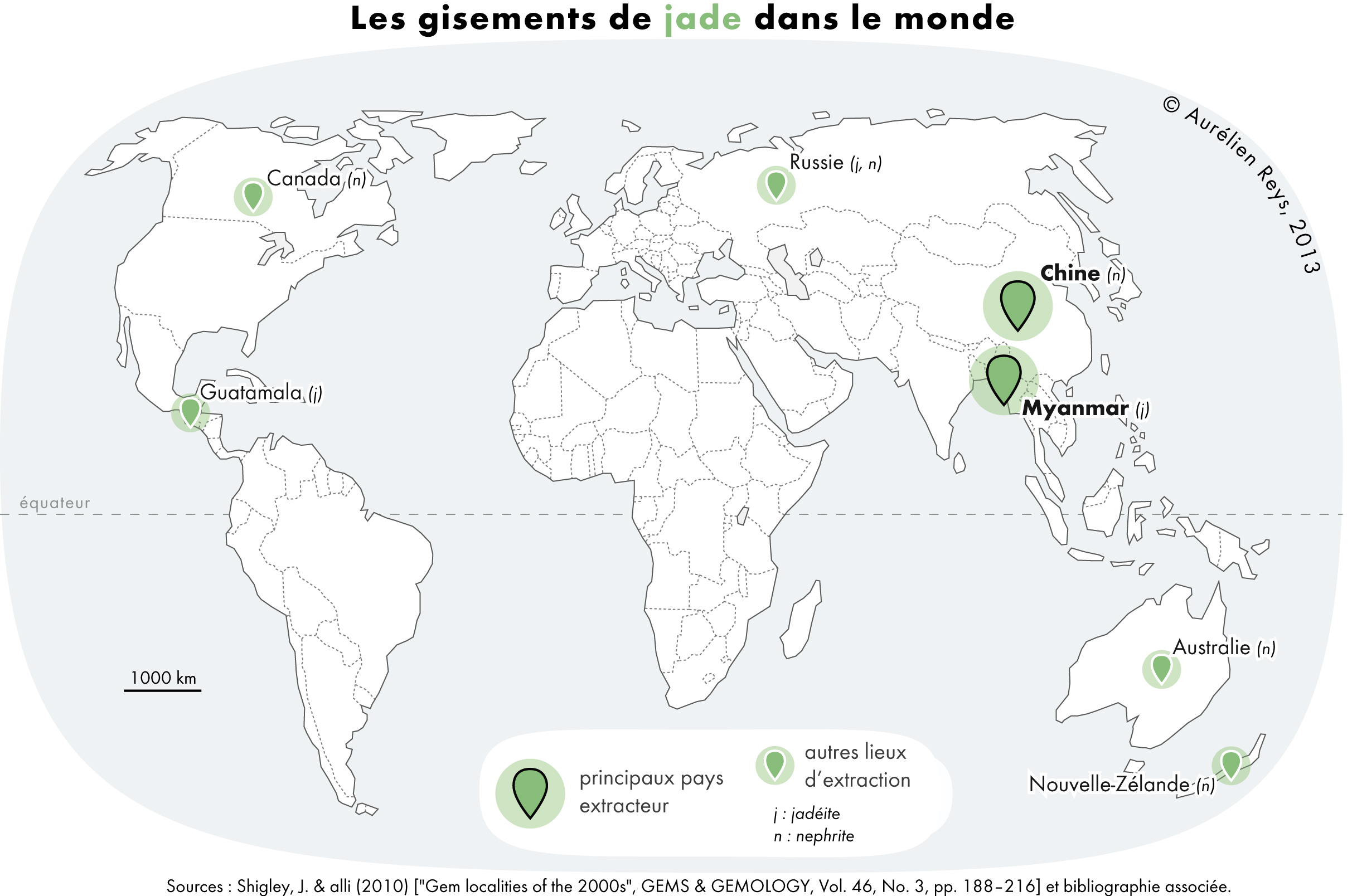
Mapa dos principais países produtores no mundo

Jade (do francês jade; em espanhol piedra de la ijada, "pedra do flanco") é uma pedra ornamental muito dura e compacta, variando, na cor, de esbranquiçada a verde-escura. Designa a associação de dois minerais, a forma em nefrita da actinolite e um mineral chamado jadeíta. É geralmente empregada em objetos de adorno, em estatuetas etc.

## Etimologia
A palavra inglesa jade é derivada (via francês l'ejade e latina ilia "flancos, área do rim") do termo espanhol piedra de ijada (registrada pela primeira vez em 1565) ou "loin stone", da sua eficácia de renome na cura de doenças do quadril e rins. Nephrite é derivada de lapis nephriticus, uma tradução latina do espanhol piedra de ijada.

## História

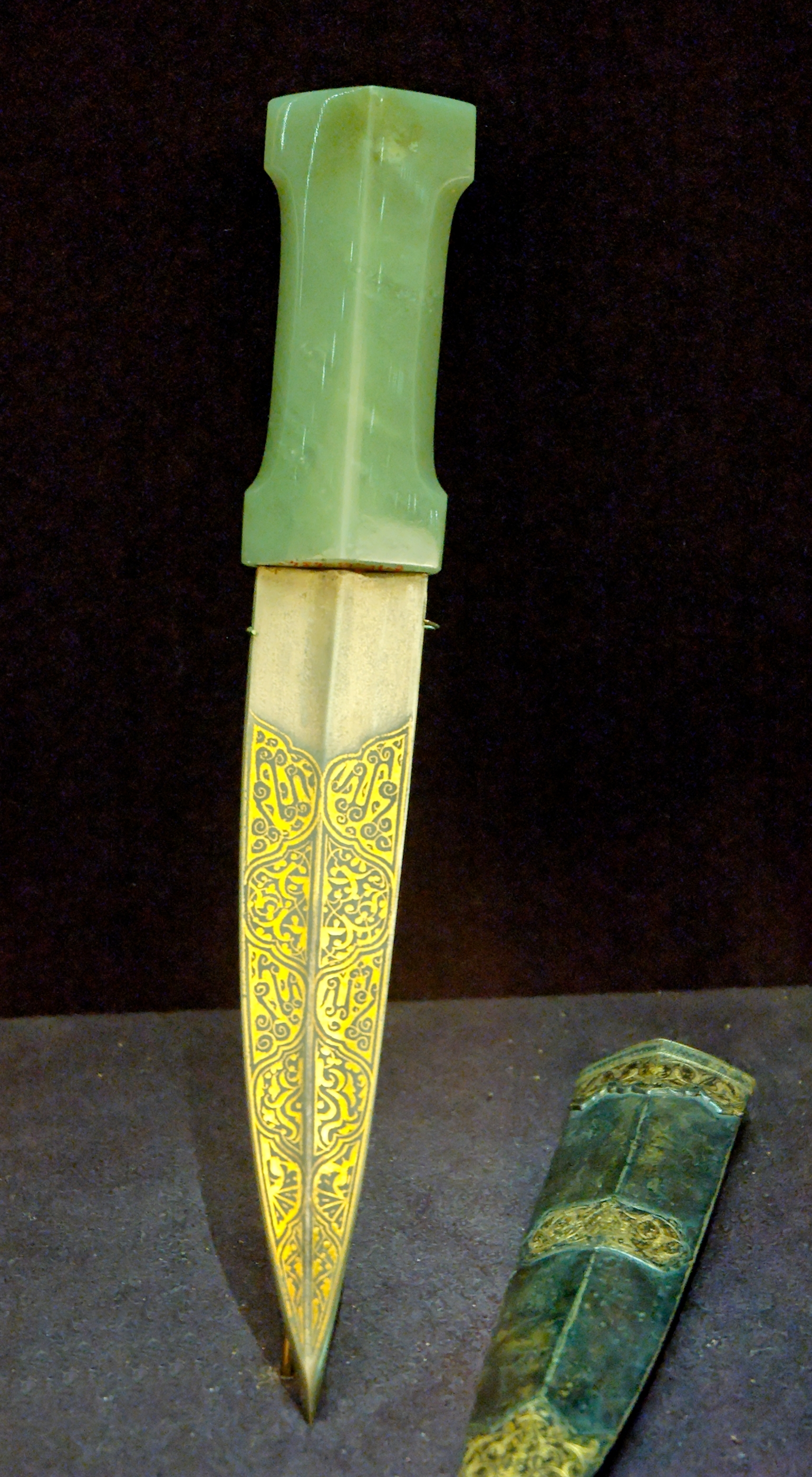
Adaga com cabo de Jade, Índia, século 17-18, Museu do Louvre

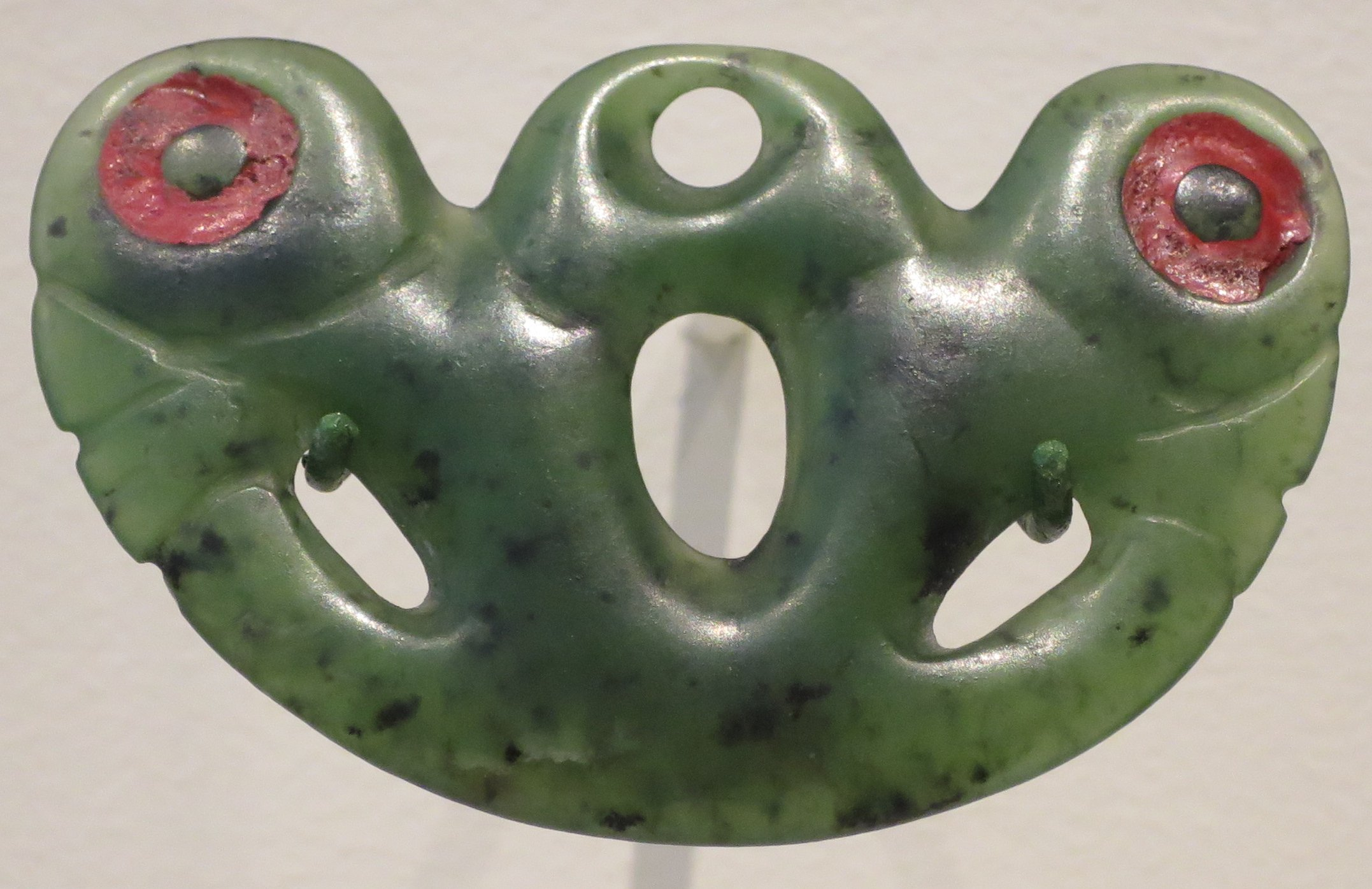
Pingente de Jade de cabeça dupla, dos Maori da Nova Zelândia

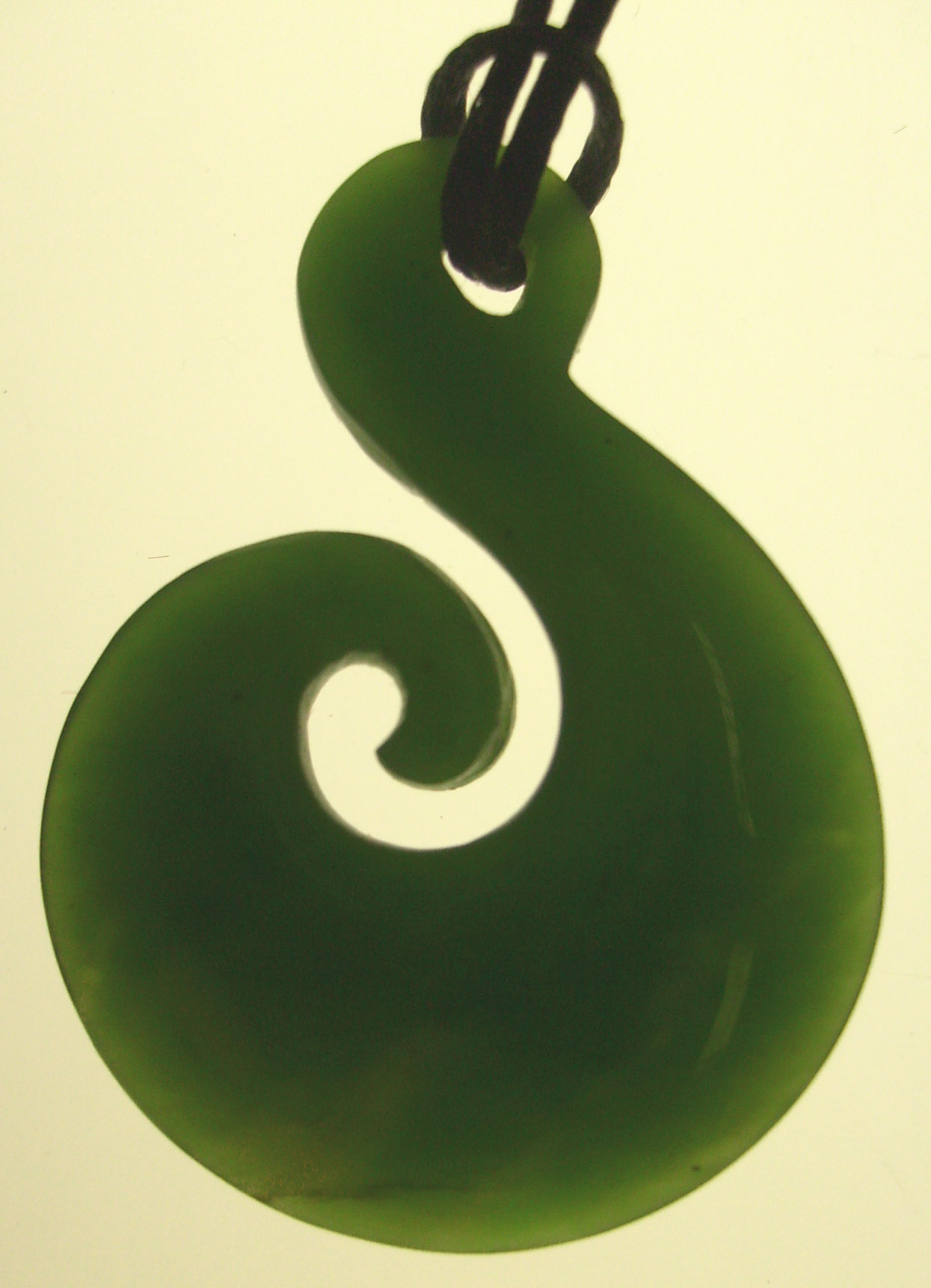
Pingente de Jade dos Maori da Nova Zelândia

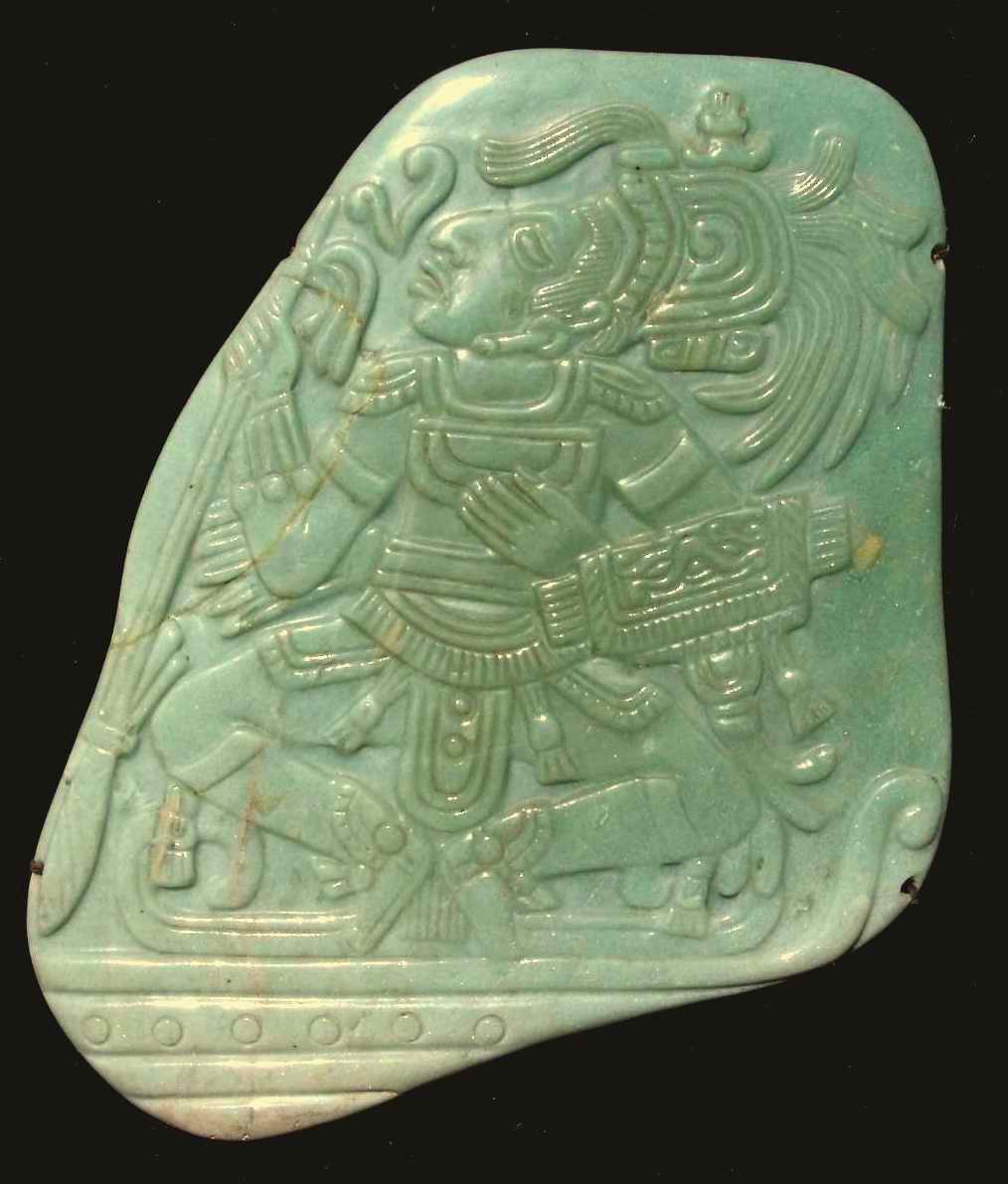
Peitoral de jadeíta do período clássico Maia

Jade é um nome que era aplicado às pedras ornamentais que eram trazidas à Europa da China e da América central. Somente em 1863 se percebeu que o termo "jade" estava sendo aplicado a dois minerais diferentes. A jadeíta quase nunca é encontrada em cristais individuais e é composta dos cristais bloqueando microscópicos que produzem um material muito resistente. Nefrita é realmente um não mineral, mas uma variedade da actinolita mineral. 
A variedade de nefrita é composta de cristais fibrosos entrelaçados em uma massa compacta resistente. Outras variedades de actinolita são completamente diferentes da nefrita.
A dureza do jade é notável. Tem uma resistência maior do que o aço e é posto para trabalhar por muitas civilizações adiantadas para machados, facas e armas. Estava mais atrasado que o jade se transformou uma pedra simbólica usada nos ornamentos e outros artefatos religiosos durante os éons. 
O jade é valioso ainda hoje por sua beleza. Suas muitas cores são apreciadas, mas a cor verde-esmeralda que a jadeíta produz assim bem, que está sendo altamente procurado por coletores da arte-final. Este jade verde-esmeralda, chamado "jade imperial", é colorido pelo cromo. Outras cores são influenciadas pelo ferro (verde e marrom) e o manganês é pensado para produzir as cores violetas. A nefrita é geralmente branco, verde e creme, quando a jadeíta puder ter a escala cheia de cores do jade.
Na cultura chinesa, a Jade é vista como um símbolo de riqueza e prosperidade, sendo usada em joias e objetos que atravessam gerações.